# Idioma basay
El basay era una lengua formosa hablada en el actual Taipéi, en el norte de Taiwán, por los pueblos basay, qauqaut y trobiawan. Trobiawan, Linaw y Qauqaut eran otros dialectos
Los datos basay están disponibles principalmente en las notas de campo de Erin Asai de 1936, que fueron recopiladas de un anciano hablante de basay en Shinshe, Taipéi, así como de otro en Yilan que hablaba el dialecto trobiawan (Li 1999). Sin embargo, el discurso del informante de Shinshe estuvo fuertemente influenciado por los taiwaneses, y el informante de Trobiawan, llamado Ipai, tuvo una fuerte influencia de Kavalan en su discurso.
Li (1992) menciona cuatro lenguas basaicas: basay, luilang, nankan y puting. Nankan y Puting están cerca de Kavalan, mientras que Luilang es divergente.

## Sintaxis
Hay cuatro marcadores de casos opcionales en Basay (Li 1999:646).
- a – nominativo, ligadura (dialecto Shinshe)
- ta – nominativo (dialecto trobiawan)
- li – locativo (dialecto Shinshe)
- u - oblicuo (dialecto trobiawan)

Algunas palabras funcionales incluyen (Li 1999):
pai 'futuro'
Los negadores trobiawaneses incluyen (Li 1999):
- mia 'no' (dialecto Shinshe: mayu 'no (todavía)')
- asi 'no' (dialecto Shinshe: manai 'no')
- (m)upa 'no querer'

(Dialecto Shinshe: kualau 'no existe')
Las preguntas de sí-no están marcadas con u ~ nu (Li 1999:657).

## Morfología
Los verbos basay, al igual que los verbos kavalan, distinguen entre verbos centrados en el agente (AF) y verbos centrados en el paciente (PF) (Li 1999:650). Los prefijos perfectivos na- y ni- son alomorfos.
| Tipos de prefijos       | Neutral  | Perfectivo  | Futuro                 |
| ----------------------- | -------- | ----------- | ---------------------- |
| Enfoque agentivo (AF)   | -um-, m- | na-mi-      | -um- ... -a, m- ... -a |
| Enfoque pacientivo (PF) | –        | ni-         | -au                    |
| Enfoque locativo (LF)   | -an      | ni- ... -an | -ai                    |

## Pronombres
Los pronombres Basay que aparecen a continuación son de Li (1999:639).
|             |          |          | Neutral | Nominativo | Genitivo                    | Oblicuo                      |
| ----------- | -------- | -------- | ------- | ---------- | --------------------------- | ---------------------------- |
| 1.ª persona | singular | singular | yaku    | kaku, -ku  | maku-, -aku; naku, -ak      | yakuan, kuan, kuanan         |
| 1.ª persona | plural   | excl.    | yami    | -mi        | yami, -ami; nami, -am       | yamian, mian, mianan         |
| 1.ª persona | plural   | incl.    | mita    | kita, -ita | mita, -ita; nita, -ta       | ... , ... , tianan           |
| 2.ª persona | singular | singular | isu     | kisu, -su  | misu, -isu; nisu, -su ~ -is | isuan, suan, isuanan, suanan |
| 2.ª persona | plural   | plural   | imu     | kimu, -mu  | -imu; nimu, -im             | imuan, ... , imuanan         |
| 3.ª persona | singular | singular | –       | -ia        | –                           | –                            |
| 3.ª persona | plural   | plural   | –       | -ia        | –                           | –                            |

## Otras lecturas
- Greenhill, Simon J.; Blust, Robert; Gray, Russell D. (2008). «The Austronesian Basic Vocabulary Database: From Bioinformatics to Lexomics». Evolutionary Bioinformatics Online 4: 271-283. PMC 2614200. PMID 19204825. doi:10.4137/ebo.s893.